# Branimir Radelić
Branimir Radelić, hrvaški admiral, * 20. marec 1916, Gradac, Kraljevina Dalmacija, Avstro-Ogrska, † 1998, Split, Hrvaška.

## Življenjepis
Radelić, po poklicu ribič, se je leta 1934 pridružil KPJ. Ob pričetku NOVJ je sodeloval sprva kot šef tehnike za Dalmacijo, nato pa je postal politični komisar več enot.
Po vojni je bil pomorski ataše v ZDA, pomočnik poveljnika za zaledje vojnopomorskega področja,...